# Coleophora galbulipennella
Coleophora galbulipennella é uma espécie de mariposa do gênero Coleophora pertencente à família Coleophoridae.